# Sunjeong
Sunjeong (Hangul: 순정; titolo internazionale Unforgettable) è un film del 2016 diretto da Lee Eun-hee.

## Trama
Nel 2014, il DJ Beom-sil riceve una misteriosa lettera: essa parla del suo primo amore, una storia quasi dimenticata, avvenuta ventitré anni prima, nel 1991. Infatti, cinque amici avevano deciso di passare le vacanze estive insieme, e lui, seppur estremamente timido, si innamora della bella Soo-ok.

## Distribuzione
Il film è uscito nelle sale sudcoreane il 24 febbraio 2016.

## Riconoscimenti
- 2016 - Paeksang Arts Awards
  - Attore più popolare in un film a Do Kyung-soo